# Associação Brasileira de Esclerose Múltipla (ABEM)
A Associação Brasileira de Esclerose Múltipla (ABEM) é uma entidade de reabilitação de pacientes com Esclerose múltipla (EM), que tem como objetivo a melhora na qualidade de vida destas pessoas frente às dificuldades ocasionadas pela doença. A ABEM é filiada à Multiple Sclerosis International Federation (MSIF), sediada em Londres, que coordena as pesquisas sobre a EM em âmbito mundial.
A entidade oferece assistência e orientação de psicologia comportamental e cognitiva, neuropsicologia, fisioterapia, arteterapia, fonoaudiologia, neurovisão, terapia ocupacional, terapias de apoio e complementares. Além disso, também disponibiliza assistência social àqueles que  estão diretamente ligados aos cuidados do paciente.
Entre os projetos que são desenvolvidos pela instituição, desde 2008, construiu-se o SPAbem, que oferece terapias harmônicas com o meio ambiente e os aspectos físicos do corpo, associadas ao tratamento com medicamentos e às terapias de neurorreabilitação. Além disso, a ABEM também desenvolve projetos de produção e divulgação científica e social sobre a Esclerose Múltipla, trabalhando para a conscientização da sociedade e autoridades sobre as diferentes considerações que envolvem a doença.

## História
A ABEM  foi criada em 1984 por Ana Maria Levy, portadora de Esclerose Múltipla, e Dr. Renato Basile, tratando-se de uma instituição sem fins lucrativos. Segundo Ana Levy, a ideia surgiu enquanto ela assistia a peça Dueto para um só, de Tom Kempinki, por Martha Overbeck e Othon Bastos, no Teatro Ruth Escobar, em São Paulo. No enredo da história, baseada em fatos reais, Jacqueline Du Pré, que protagonizava uma violoncelista apaixonada pela música, é diagnosticada com Esclerose múltipla e, por isso, abdica de sua relação com a arte musical. Emocionados pela história e pela problemática vivida pelos portadores da doença, envoltos por uma qualidade de vida insustentável, Levy e Basile decidiram criar a ABEM.

## Desenvoltura
Em 2017 e 2018, durante o Agosto Laranja, mês de conscientização da Esclerose múltipla, em parceria com a Roche Farma Brasil, a ABEM, entre outras associações e especialistas, estenderam aos estados de São Paulo, Rio Grande do Sul, Brasília e Minas Gerais, a participação no movimento Múltiplas Razões, buscando dar visibilidade ao tema, que trata da doença que atinge mais de 35 mil brasileiros. A principal atração do evento foi a Casa da Esclerose Múltipla, no Parque Mario Covas, na região central de São Paulo, em que o público pôde vivenciar uma demonstração das dificuldades e sensibilidades de um portador de Esclerose Múltipla.
Em 2019, a ABEM promoveu o evento que comemorou o Dia Mundial da Esclerose Múltipla, apoiado pela Biogen e realizado no dia 25 de maio, em São Paulo, que recebeu cerca de 7 mil pessoas, pautado na temática da campanha mundial Minha Esclerose Múltipla Invisível, coordenada pela MSIF. No dia 30 de maio, a ViaMobilidade do Metrô de São Paulo, em parceria com a ABEM, também buscou a conscientização dos passageiros da Linha 5-Lilás sobre as dificuldades motoras e seus desdobramentos dotadas pelos portadores da doença.
A ABEM também tem assumido uma postura ativa frente a inclusão de medicamentos para o tratamento da Esclerose Múltipla na lista de medicamentos essenciais da OMS. A iniciativa se enquadra em um contexto em que a falta ou atraso de medicamentos relacionados à doença tem prejudicado a qualidade e expectativa de vida dos pacientes em várias localidades do Brasil.